# Santa Eulalia del Campo
Santa Eulalia del Campo là một đô thị trong tỉnh Teruel, Aragon, Tây Ban Nha. Theo điều tra dân số 2005 (INE), đô thị này có dân số là 1.171 người.